# 패스트텍스트
패스트텍스트(fastText)는 페이스북의 AI 리서치(FAIR) 연구소에서 만든 워드 임베딩 및 텍스트 분류 학습용 라이브러리이다. 이 모델을 사용하면 단어에 대한 벡터 표현을 얻기 위한 비지도 학습 또는 지도 학습 알고리즘을 만들 수 있다. 페이스북은 294개 언어로 사전 학습된 모델을 제공한다. 여러 논문에서 패스트텍스트가 사용하는 기술을 설명한다.

## 같이 보기
- Word2vec
- 신경망
- 자연어 처리